# Minervabrunnen (Wien)

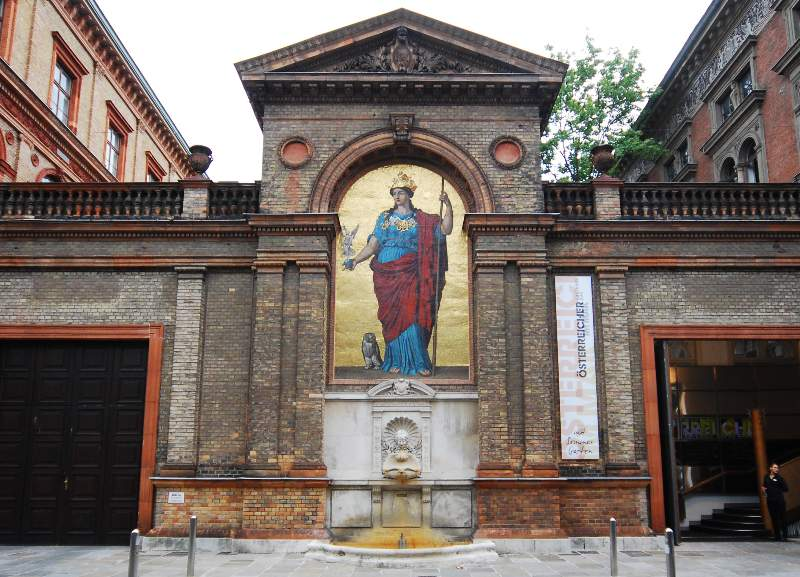
Minervabrunnen

Der Minervabrunnen ist ein am Stubenring gelegener Wandbrunnen in der Inneren Stadt von Wien.

## Beschreibung
In einer mit Terrakottaschmuck versehenen Nische in der in Sichtziegelbauweise errichteten Verbindungsmauer zwischen der Universität für angewandte Kunst und dem Museum für angewandte Kunst befindet sich der Minervabrunnen. 
An der mit Stein verkleideten Ziegelwand befindet sich ein muschelförmiges Wasserbecken aus weißem Karstmarmor aus Marzano, das von einem als Kopfmaske gestalteten Wasserspeier befüllt wird. Das Wasser fließt nicht über den Rand, sondern durch einen ebenfalls als Maske gestalteten Wasserspeier weiter in ein flaches Wasserbecken aus Wöllersdorfer Stein, dessen Einfassung sich nur wenig über das Niveau des Trottoirs erhebt. Über der steinernen Wandverkleidung des Minervabrunnens befindet sich ein Glasmosaikbild der Göttin Minerva mit Stab und Eule. In ihrer rechten Hand hält Minerva eine Kugel, die einer wesentlich kleineren Darstellung der Siegesgöttin Nike als Standort dient.
Die aus Stein gefertigten Teile des Brunnens stammen vom Bildhauer Josef Pokorny, das Mosaik wurde in der Glasfabrik von Antonio Salviati in Murano nach Entwürfen von Ferdinand Laufberger und Heinrich von Ferstel geschaffen. Im unterbrochenen rundbogigen Giebel des Brunnens befindet sich das Wappen der Stadt Wien, während im Spitzgiebel der Verbindungsmauer das österreichisch-ungarische Staatswappen angebracht ist.

## Geschichte
Der Minervabrunnen wurde für die Kunsthalle der Wiener Weltausstellung im Jahr 1873 geschaffen und auf Initiative von Rudolf Eitelberger, Ritter von Edelberg auf Staatskosten angekauft und hier aufgestellt.